# نيستوراس ميتيديس
نيستوراس ميتيديس (باليونانية: Νέστορας Μυτίδης)‏ (1 يونيو 1991 بلارنكا في قبرص - ) هو لاعب كرة قدم قبرصي في مركز الهجوم. شارك مع منتخب قبرص لكرة القدم. أما مع النوادي، فقد لعب مع نادي أومونيا ونادي أيك لارنكا.

## روابط خارجية
- نيستوراس ميتيديس على موقع الاتحاد الأوربي (الإنجليزية)
- نيستوراس ميتيديس على موقع قاعدة بيانات كرة القدم.إي يو (الإنجليزية)
- نيستوراس ميتيديس على موقع ناشيونال فوتبول تيمز (الإنجليزية)
- نيستوراس ميتيديس على موقع Soccerway.com (الإنجليزية)